# Sd.Kfz.253
Leichter Beobachtungspanzerwagen Sd.Kfz.253 – niemiecki lekki półgąsienicowy opancerzony wóz obserwacyjny artylerii, używany w jednostkach dział szturmowych w armii niemieckiej w czasie II wojny światowej, należący do rodziny transportera Sd.Kfz.250. Od marca 1940 do czerwca 1941 roku zbudowano łącznie 285 sztuk.
Sd.Kfz.253 był oparty na konstrukcji transportera opancerzonego Sd.Kfz.250 (podwozie Demag D7p), od którego różnił się głównie zakrytym od góry przedziałem bojowym oraz wyposażeniem. Całkowicie opancerzony pojazd, przeznaczony dla dowódców plutonów i baterii artylerii szturmowej, wyposażony był w radiostację – nadajnik FuG 16 i odbiornik FuG 15, z anteną prętową. W dachu znajdował się okrągły właz z dwuczęściową klapą, a za nim mniejszy prostokątny. Po zaprzestaniu jego produkcji, do jednostek dział szturmowych skierowano transporter Sd.Kfz.250 w odmianie Sd.Kfz.250/5.

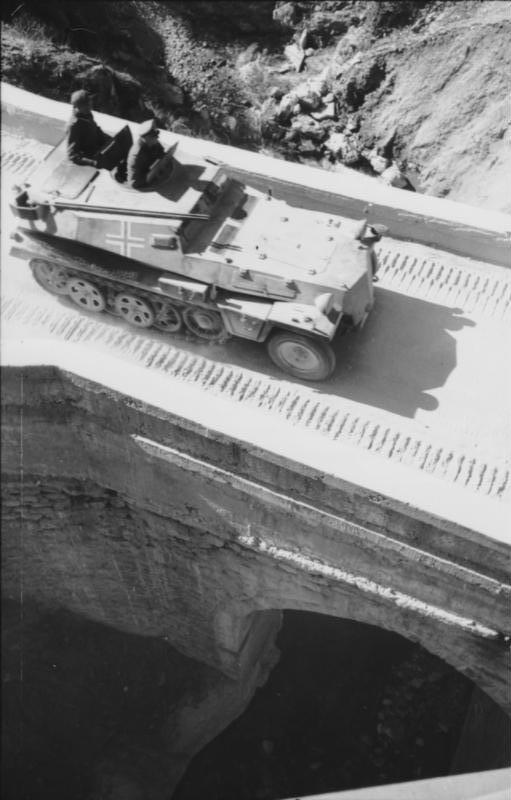
SdKfz.253 na Bałkanach (1941)

Pojazd ważył 5,7 tony, posiadał opancerzenie od 8 do 18 mm. Uzbrojony był w karabin maszynowy MG 34 kalibru 7,92 mm. Silnik Maybach 4,2 litra i 100 KM. Prędkość maksymalna 65 km/h, zasięg 320 km. Załoga składała się z 4 osób.
Podwozia produkowane były w firmach Demag w Wetter (Ruhr) i Büssing-NAG w Berlinie, nadwozia w firmie Wegmann w Kassel, gdzie odbywał się montaż, przeniesiony następnie do zakładów Böhler w Kapfenbergu w Austrii. Mimo planów wyprodukowania pierwszych transporterów w grudniu 1939 roku, produkcja opóźniła się i pierwsze wyprodukowano w marcu 1940. Produkcję kontynuowano do czerwca 1941 roku, po czym zrezygnowano z produkcji wyspecjalizowanych wariantów nadwozia na rzecz prostszych modyfikacji seryjnego transportera Sd.Kfz.250.
Według początkowego etatu, w baterii dział szturmowych StuG III (3 plutony po 2 działa) miało się znajdować 5 transporterów SdKfz 253, lecz z powodu niewystarczającej produkcji zmieniono etat od 7 lipca 1940 roku na 4 transportery (po jednym dla dowódców plutonów i baterii). Wskutek strat i zaprzestania produkcji, SdKfz.253 używano jedynie do ok. 1943 roku.